# Chameleon (álbum de Helloween)
Chameleon es el quinto álbum de Helloween, lanzado en 1993. Este álbum se convierte en un giro de 180 grados dentro de la carrera musical de Helloween. En este disco abandonan el power metal que les caracteriza, apostando por estilos más variados de rock, pop, incluso funk, como sería el caso del tema "In the night", con participación de coro infantil y músicos clásicos como Stefan Pintev y Axel Bergstedt. 
Este fue el último álbum que editaron con Michael Kiske, que fue expulsado de la banda ese mismo año, y con Ingo Schwichtenberg, que abandona la formación a causa de una enfermedad. El disco está compuesto por 12 canciones y se llegaron a editar hasta 7 temas inéditos. "First time", "When the sinner" y "Step out of hell" son algunos de los temas más populares.

## Lista de canciones
1. "First Time" (Weikath) – 5:30
2. "When The Sinner" (Kiske) – 6:54
3. "I Don't Wanna Cry No More" (Grapow) – 5:11
4. "Crazy Cat" (Grapow) – 3:29
5. "Giants" (Weikath) – 6:40
6. "Windmill" (Weikath) – 5:06
7. "Revolution Now" (Weikath) – 8:04
8. "In The Night" (Kiske) – 5:38
9. "Music" (Grapow) – 7:00
10. "Step Out of Hell" (Grapow) – 4:25
11. "I Believe" (Kiske) – 9:12
12. "Longing" (Kiske) – 4:15

## Formación
- Michael Kiske - vocalista
- Roland Grapow - guitarra
- Michael Weikath - guitarra
- Markus Grosskopf - bajo
- Ingo Schwichtenberg - Batería

Invitados
- Axel Bergstedt - maestro y órgano en "I believe".
- Coro de niños de la Orquesta "Johann Sebastian Bach, Hamburgo en"I Believe".
- Stefan Pintev - violín

Es interesante, que tres de los niños del coro infantil son Aminata, Jazz y Sophie de Black Buddafly, que tenían 12 y 13 años, cuando cantaron para Chameleon.
- Datos: Q1536192